# The Last Resort (gruppo musicale)
I The Last Resort (noti anche, in diversi momenti, come The Warriors e The Resort) sono un gruppo musicale street punk britannico nato negli anni ottanta.

## Storia
Furono fondati da Roi Pearce, un bassista che aveva deciso di creare un gruppo sul modello dei The Rivals. La loro prima esibizione fu come  sostenitore di The Originals. Il copyright sul nome "Last Resort" fu acquistato da Pearce.
Nel 1981, Saxby abbandonò e Pearce subentrò alla voce, sostituito al basso dal nuovo membro Arthur Kay. Con questa formazione parteciparono alle compilation Oi! Strength Thru Oi! e Carry on Oi!. L'unico album ufficiale di questo periodo fu A Way of Life (Skinhead Anthems).
Durante un concerto tristemente celebre a Southall, i Warriors furono coinvolti in una rissa; dopo questo evento, i Warriors ebbero notevoli difficoltà a reinserirsi nel mondo delle performance live (la stessa cosa accadde ad altre band presenti a Southall, come i The 4 Skins e i The Business.
Nel 1988, dopo un periodo di inattività, Kay e Benfield riformarono il gruppo con Pearce e Mark Edwards dei The Rivals. Pearce ed Edwards furono poi abbandonati dai compagni, e per sostituirli chiamarono Dean Wilkinson (batteria) e Mick Melville (basso). Questa formazione prese il nome "The Resort" e produsse un album l'album 1989 nel 1989, oltre a partecipare alla compilation Oi! Rubber Jenny. Si esibirono per l'ultima volta a Natale del 1990.
I Last Resort fecero un concerto di "reunion" nel 1996 con una formazione che includeva Saxby, Bilko, Daryl Smith alla chitarra e Dustin Burgess alla batteria. Questa stessa formazione, tornata poi ancora al nome "The Warriors", incise gli album The Full Monty, Noizy Bollox e A Cross To Bear.
Negli anni 2000 sono stati pubblicati altri due album dei Last Resort: King of the Jungle (2000) e Violence in Our Minds (2002).

## Formazione originale
- Charlie Duggan (chitarrista)
- Graham Saxby (voce),
- Andy Benfield (batteria)
- Bilko (basso)

## Discografia

### The Last Resort
- 1982 - A Way of Life (Skinhead Anthems)
- 2000 - King of the Jungle
- The Best of the Last Resort (raccolta)
- 2002 - Violence in Our Minds
- 2006 - Resurrected
- 2009 - You'll Never Take Us (Skinhead anthems II)

### The Resort
- 1989 - 1989

### The Warriors
- The Full Monty
- Noisy Bollox
- Bad Guys (EP)
- The Best of the Warriors
- A Cross to Bear

### Altri
- Death or Glory (compilation di brani di Last Resort e Combat 84, Link Records 1987)